# Hitosa
Hitosa est un woreda du centre de l'Éthiopie situé dans la zone Arsi de la région Oromia. Il a 124 219 habitants en 2007. Son chef-lieu est Iteya.

## Situation
Limitrophe de la zone Misraq Shewa sur une courte distance, le woreda Hitosa est encadré au nord par les deux parties du woreda Dodota. Outre Dodota, Hitosa est entouré dans la zone Arsi par Lude Hitosa, Diksis, Robe, Tena, Digeluna Tijo, Tiyo et Ziway Dugda.
Le chef-lieu, Iteya, se trouve dans la partie nord du woreda, sur la route Adama-Assella, à peu près à mi-chemin entre Dera et Assella.
La seconde agglomération du woreda est une localité appelée Burjawi ou peut-être Boru Jawi située quelques kilomètres à l'est de Gonde à la limite du woreda Tiyo[à vérifier].

## Histoire
L'Atlas of the Ethiopian Rural Economy montre l'étendue du woreda Hitosa au début des années 2000 alors qu'il englobait encore ses voisins actuels, Lude Hitosa et Diksis. La séparation a probablement lieu en 2007.

## Population
Au recensement national de 2007, le woreda compte 124 219 habitants dont 15 % de citadins comprenant les 14 985 habitants d'Iteya et 3 496 habitants à Burjawi. La majorité des habitants du woreda (54 %) sont musulmans, 45 % sont orthodoxes et 1 % sont protestants.
En 2022, la population du woreda est estimée à 186 165 personnes avec une densité de population de 270 personnes par km2 et 690 km2 de superficie.